# Nogucsi Szóicsi
Nogucsi Szóicsi (野口聡一; Hepburn: Sōichi Noguchi; Jokohama, 1965–) japán mérnök, űrhajós.

## Élete
1996-ban vette őt fel csapatába a japán űrhajózási ügynökség. Később képzésben részesült az Egyesült Államokban és Oroszországban. 2005 nyarán a Columbia két évvel korábbi tragikus balesete utáni első űrkomp, a Discovery fedélzetén jutott el a Nemzetközi Űrállomásra - ISS, s három űrsétát tett, összesen több mint 20 órát tartózkodott az űrbázison kívül. Rengeteg fotófelvételt készített környezetéről. Nős, három gyereke van, s ígérete szerint a magával vitt nyersanyagból, rizsből, nyers halból és algákból álló szusit készít majd kollégáinak.

## Űrrepülés
Egyszer már járt a nemzetközi űrállomáson, ahova amerikai űrsiklón jutott fel, és az amerikai Steve Robinsonnal háromszor tett űrsétát. Az első séta alkalmával kipróbálták, hogyan tudnák megjavítani a Discovery hővédő burkát, már ha elromlana; másodszorra megszereltek egy elromlott giroszkópot, harmadszorra egy rakodópolcot erősítettek az ISS-re, hogy a későbbi javítások közben ott tárolhassák a pótalkatrészeket. Összesen több mint 20 órát töltött a nyílt űrben.
A most visszaérkezett három űrhajós 2009. december 20-án indultak Bajkonurból, a kazahsztáni űrközpontból az ISS-re, ahol kollégáikkal együtt három amerikai űrrepülőgépet és két Progressz-M teherűrhajót fogadtak. Kotov parancsnok csapata áthelyezte a Szojuz TMA-17 űrhajót az állomás egyik moduljáról a másikra. Beüzemelték az új orosz Poiszk dokkolómodult. Felkerül az űrállomásra az amerikai tulajdonú Tranquility modul, s vele együtt a hét ablakával kitűnő panorámát nyújtó Cupola egység.
A Moszkva melletti Repülésirányítási Központ (CUP) közlése szerint a Szojuz TMA–17 űrhajó visszatérő egysége Oleg Kotov parancsnokkal, Timothy Creamer és Nogucsi Szóicsi fedélzeti mérnökkel a fedélzetén földet ért. A földet érés közép-európai idő szerint 2010. június 2-án 5 óra 25 perckor történt az előre kijelölt körzetben, a kazahsztáni Dzseszkazgan város közelében, 145 kilométerrel délkeletre. A három űrhajós ezt megelőzően a 22. és a 23. személyzet tagjaként hat hónapot, 163 napot töltött a Nemzetközi Űrállomás (ISS) fedélzetén.
A Szojuz űrhajók egy ideje már Arkalik város közelében érnek földet. A leszállókapszula keresésére 14 mentőhelikoptert, négy kisebb repülőgépet és hét különlegesen felszerelt gépjárművet rendeltek ki.